# Hospodar
Hospodar ou gospodar est un terme d’origine slave signifiant « chef, seigneur, souverain » (Gospod = seigneur ; dar = celui auquel on rend hommage par un don, une offrande), particulièrement utilisé en Bohême — notamment le long de la Vltava —, en Valachie, Moscovie et en Ukraine. 

## Étymologie et usage slave
Issu du proto-slave « gospodu » (господу), le mot témoigne de déférence et de respect envers une personne de rang supérieur, à l'instar de sieur en français. Devenu gospod, il signifie seigneur, parent de gosudar, souverain. Le mot est en usage dans les principautés danubiennes du Moyen Âge au XIXe siècle. 
En russe (господин (gospodin)), en bulgare (господар (gospodar)), en polonais (gospód), en tchèque (hospod), le mot a conservé ce sens premier et signifie toujours, avec une connotation respectueuse et polie, « monsieur » ou « maître » selon les usages. Toutefois, avec l'avènement du régime bolchévique en 1917 et tant que dura influence de l'URSS sur le bloc de l'Est, ce terme jugé fasciste et contre-révolutionnaire est banni du vocabulaire officiel communiste et remplacé par « товарищ », prononcé « tavarichj » (« camarade »), toujours en vigueur dans les forces armées et forces de l'ordre russes et biélorusses.
La prononciation « hospodar » avec un « h » initial, est une réminiscence du vieux-slave de l’église orthodoxe, où le g est fréquemment prononcé h. Cette influence phonétique existe encore dans les langues slaves modernes. Dans la tradition ukrainienne, le maître de maison ou le chef de famille sont également appelés ainsi. 
En roumain, langue romane, le sens du mot gospodar est devenu celui de « personne qui tient bien sa maisonnée » et par extension bon gestionnaire.

## Usage dans les pays slaves et roumains

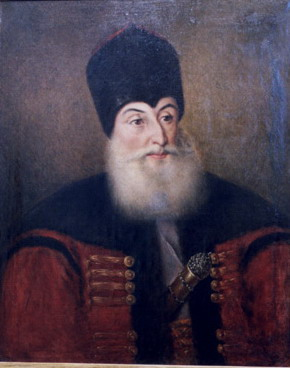
Le prince phanariote Alexandros Soutsos coiffé de la tiare caractéristique de hospodar.

Dans les écrits slaves et slavons du XVIIe siècle jusqu’en 1856, les monarques de Valachie et de Moldavie, alors appelées principautés danubiennes, portaient le titre de hospodar à côté du titre de voïvode' (mot slave signifiant chef de guerre).  
En roumain, langue romane, le titre équivalent est celui de Domn (du latin dominus). 
Caractéristique de l’époque où les voïvodes, vassaux des sultans ottomans, étaient des phanariotes — Aristocrates de confession chrétienne orthodoxe. Le titre de « Hospodar » devient obsolète à partir du traité d'Andrinople, en 1829 en même temps que la noblesse roumaine abandonnait l’étiquette orientale et le grec, jusque-là vecteur de culture et de communication. « Hospodar » fut alors écarté au profit de « domnitor » ou simplement « domn », qui continua à être le titre officiel du prince jusqu’à la proclamation du Royaume de Roumanie en 1881. À cette date, l’étiquette occidentale et le roumain furent officiellement adoptés. Quelques années plus tard l’Église orthodoxe roumaine suivit le mouvement et passa elle aussi du slavon liturgique au roumain.
Évolution sémantique oblige, le mot roumain gospodar désigne aujourd'hui un gestionnaire ou un administrateur de biens, avec ses dérivés gospodărit (« gestion », « géré ») et gospodărie (« ensemble de biens familiaux », « ferme » ou « unité de gestion »).

## Usage en France
En France, le mot devient suranné à partir de la fin de la Seconde Guerre mondiale et du fait de l'influence croissante de la culture venue des États-Unis.
- Satire : dans la littérature française, le roman de Guillaume Apollinaire (1880-1918) intitulé Les Onze Mille Verges porte le sous-titre Les amours d'un hospodar[2] ;